# كيفين جونز (كرة سلة)
كيفين جونز (بالإنجليزية: Kevin Jones)‏ مواليد 25 أغسطس 1989 في مونت فيرنون، هو لاعب كرة سلة محترف أمريكي بدأ مسيرته الاحترافية في سنة 2012 ويحمل الرقم 6. يبلغ طوله 6 قدم 8 بوصة (2.0 م).

## فرق لعب لها
- كليفلاند كافالييرز
- شوليه باسكت

## إحصائيات المسيرة

### الرابطة الوطنية لكرة السلة

#### الموسم الاعتيادي
| السنة   | الفريق             | لعب | بدأ | دقيقة | ميداني% | ثلاثية | حرة  | ارتداد | صنع | استلاب | تصدي | نقطة |
| ------- | ------------------ | --- | --- | ----- | ------- | ------ | ---- | ------ | --- | ------ | ---- | ---- |
| 2012–13 | كليفلاند كافالييرز | 32  | 0   | 10.4  | .402    | .000   | .600 | 2.4    | .3  | .3     | .2   | 3.0  |
| المسيرة |                    | 32  | 0   | 10.4  | .402    | .000   | .600 | 2.4    | .3  | .3     | .2   | 3.0  |

## روابط خارجية
- كيفن جونز على موقع إن بي أي (الإنجليزية)
- كيفن جونز على موقع دوري كرة السلة الياباني للمحترفين (اليابانية)
- كيفن جونز على موقع سبورتس رفرنس (الإنجليزية)
- كيفن جونز على موقع كرة السلة الأوروبية.كوم (الإنجليزية)
- كيفن جونز على موقع DraftExpress.com (الإنجليزية)
- كيفن جونز على موقع كلية كرة السلة في سبورتس رفرنس.كوم (الإنجليزية)
- كيفن جونز على موقع ريلجم (الإنجليزية)
- كيفن جونز على موقع بروبوليرز (الإنجليزية)
- كيفن جونز على موقع سبورتس رفرنس (الإنجليزية)
- كيفن جونز على موقع سبورتس رفرنس (الإنجليزية)